# Pfauenstrauch
Der Pfauenstrauch (Caesalpinia pulcherrima), der im Deutschen auch Stolz von Barbados genannt wird, ist eine Pflanzenart aus der Familie der Hülsenfrüchtler (Fabaceae). Er wird in fast allen tropischen Ländern als Zierstrauch verwendet.

## Beschreibung

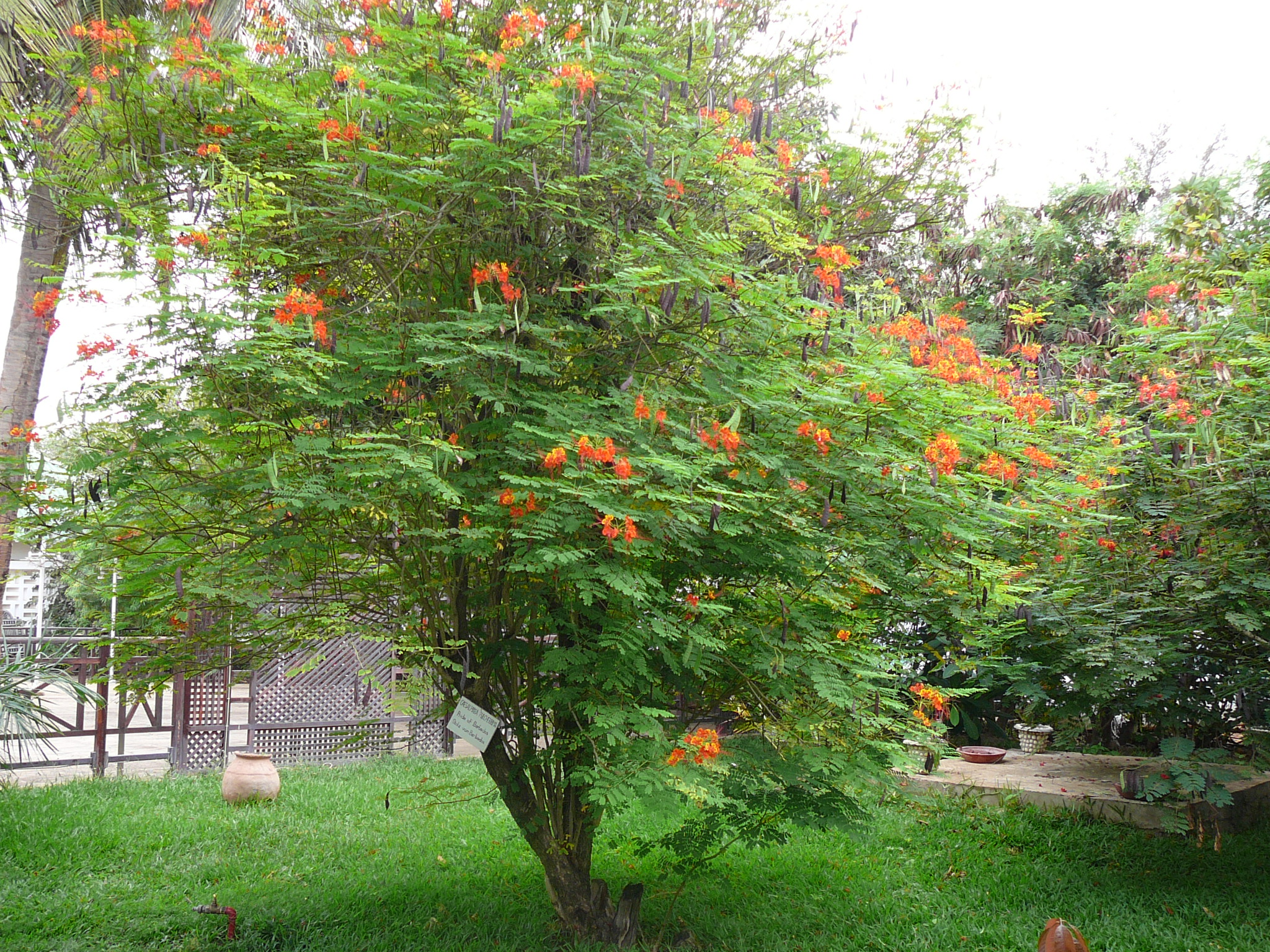
Habitus

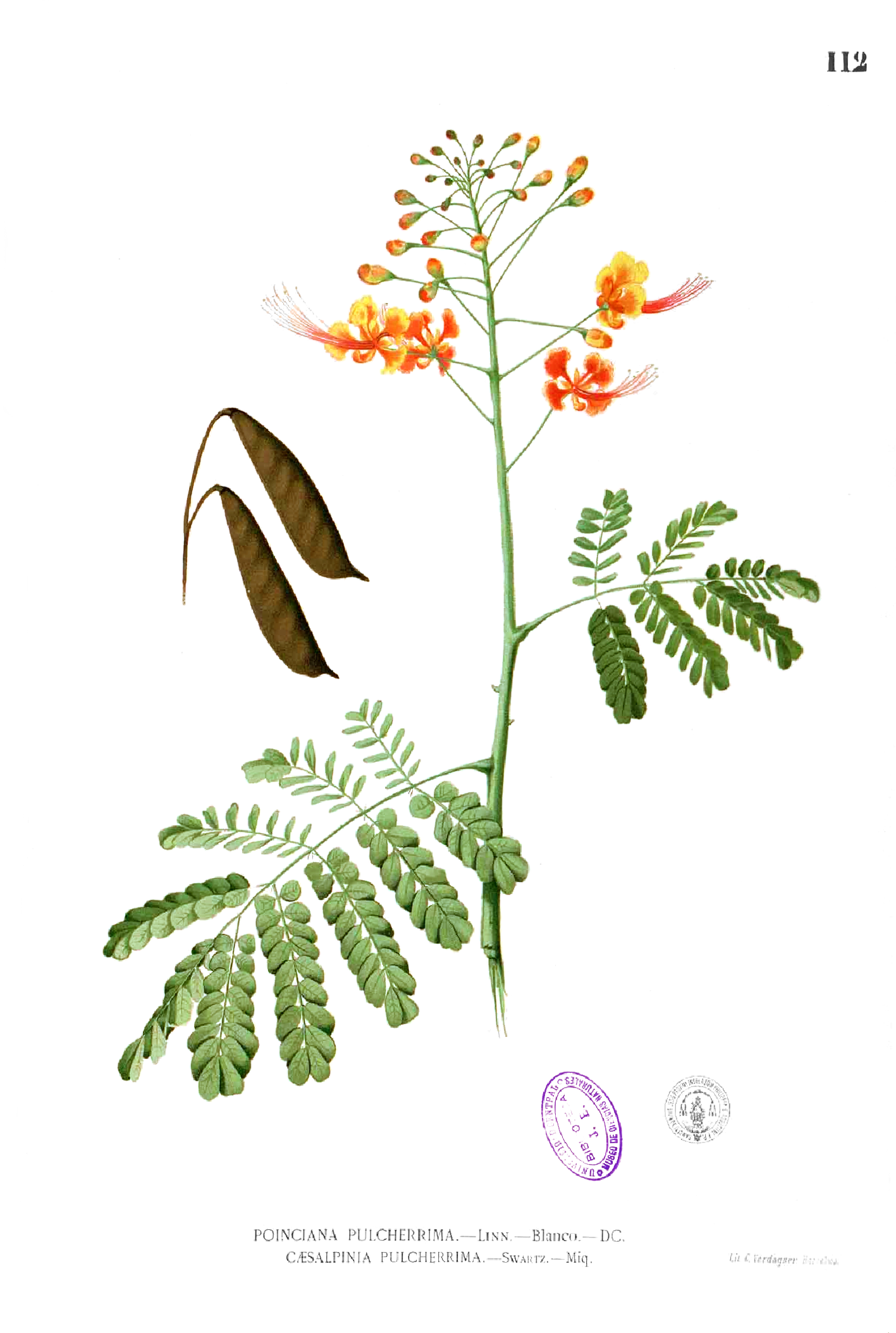
Illustration aus Blanco

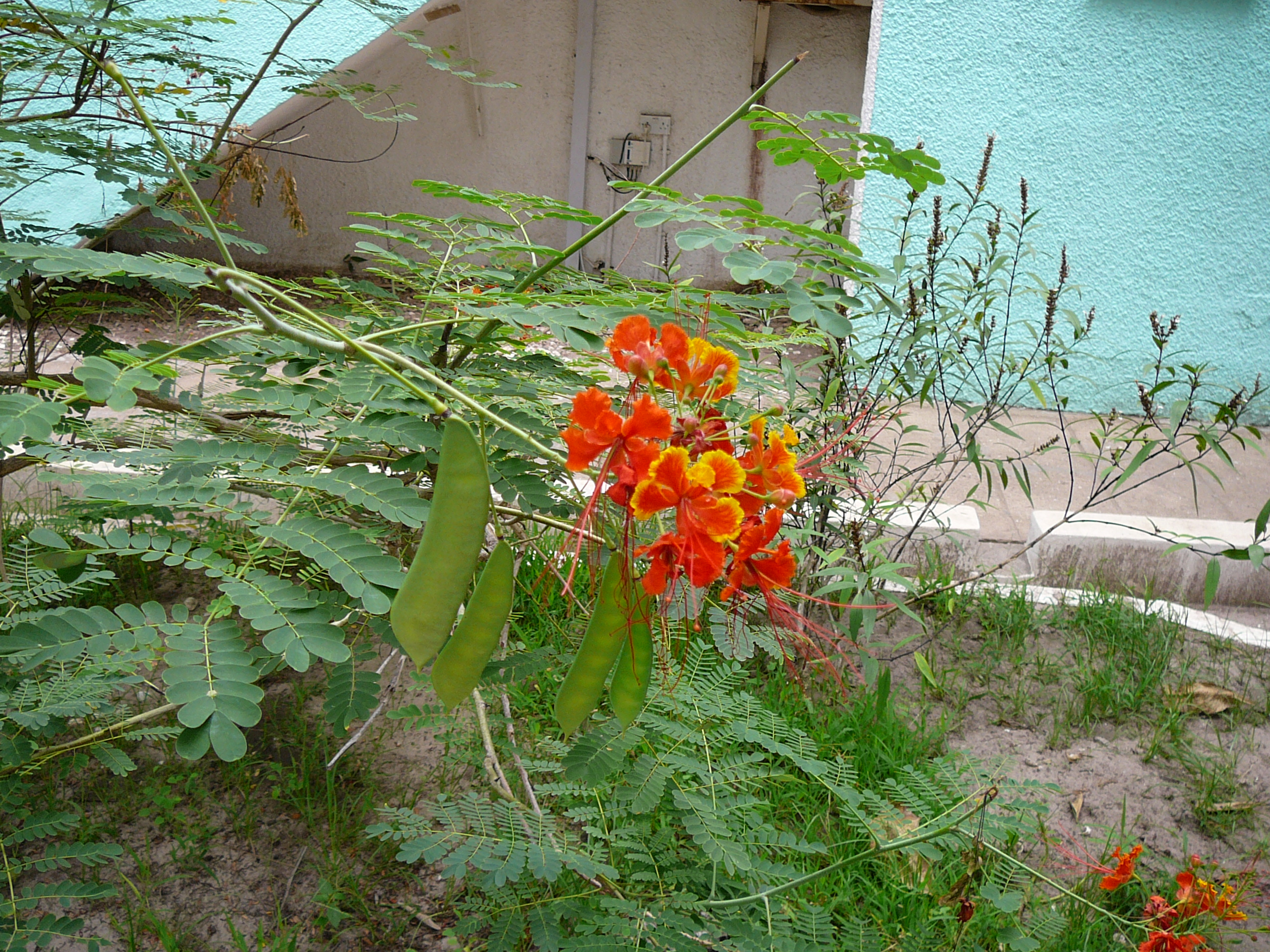
Blüten und Früchte

### Vegetative Merkmale
Caesalpinia pulcherrima wächst als halbimmergrüner Strauch und erreicht Wuchshöhen von 3 bis 5 Metern. Er hat eine lockere, lichtdurchlässige Krone. Seine Rinde ist grau und glatt mit Dornen. Die wechselständigen und gestielten Laubblätter sind doppelt paarig gefiedert und bis zu 30 Zentimeter lang. Die ganzrandigen und kurz gestielten Fiederblättchen der Fiedern erster Ordnung sind 1 bis 3 Zentimeter lang.

### Generative Merkmale
Die Blüten sitzen in 25 bis 35 Zentimeter langen, lockeren und endständigen, traubigen Blütenständen zusammen. Die zwittrigen und lang gestielten Blüten sind fünfzählig mit doppelter Blütenhülle. Die Kelchblätter sind kurz becherförmig verwachsen und bis etwa 2 Zentimeter lang. Die fünf, bis 2,5 Zentimeter langen, genagelten Kronblätter sind orangefarben oder rot, oft mit gelben Rändern, das oberste hat oft eine andere Farbe und ist längs etwas aufgerollt. Die sehr langen und ungleich langen 10 Staubblätter und der Griffel ragen weit aus der Blüte heraus. Der kahle Fruchtknoten ist oberständig.
Die bei Reife braunen, flachen und mehrsamigen, nicht öffnenden Hülsenfrüchte sind bis zu 12 Zentimeter lang, 2,5 Zentimeter breit und kahl.

### Chromosomenzahl
Die Chromosomenzahl beträgt 2n = 24, selten 28.

## Verbreitung
Das ursprüngliche Verbreitungsgebiet von Caesalpinia pulcherrima ist Mittelamerika; das südöstliche Mexiko, Guatemala, Belize, Nicaragua und Costa Rica.

## Nutzung
Der Pfauenstrauch ist heute weltweit in den Tropen als Zier-, Straßenbaum  und Parkpflanze verbreitet. Der Pfauenstrauch verträgt Trockenheit und ist salzresistent.
Neben der Verwendung als Zierpflanze werden aus den Früchten Gerbsäuren gewonnen, die zu Farben und Tinte verarbeitet werden. Die giftigen Blätter haben eine abführende und fiebersenkende Wirkung.
Die Naturforscherin und Künstlerin Maria Sibylla Merian (1647–1717) malte und beschrieb die Pflanze 1700 (siehe auch Metamorphosis insectorum Surinamensium) als indigenes Mittel zum Schwangerschaftsabbruch: 

„Ihr Samen wird gebraucht für Frauen, die Geburtswehen haben und die weiterarbeiten sollen. Die Indianer, die nicht gut behandelt werden, wenn sie bei den Holländern in Dienst stehen, treiben damit ihre Kinder ab, damit ihre Kinder keine Sklaven werden, wie sie es sind. Die schwarzen Sklavinnen aus Guinea und Angola müssen sehr zuvorkommend behandelt werden, denn sonst wollen sie keine Kinder haben in ihrer Lage als Sklaven.“